# 오노 미치요시
오노 미치요시(일본어: 小野道好) 는, 센고쿠 시대의 무장, 도토미국 이나사 군 이이노야의 사람. 오노 마사쓰구(小野政次) 라고도 전해진다.

## 인물
도토미국 이나사 군 이이노야를 다스리던 이이 나오모리의 가로였던 오노 마사나오의 장남으로 탄생. 덴분 23년(1554년), 아버지가 병사하자 가독을 잇는다. 아버지 마사나오는 이이 일문인 이이 나오미쓰(나오모리의 숙부) 등과 대립하여, 이를 모살하는 등 간신으로써 알려져 있고 나오미쓰 집안의 위협적인 존재였던 마사나오의 죽음에 의해, 시나노국에 망명 해 있던 나오미쓰의 아들 나오치카가 귀향하여, 나오모리의 양자가 된다.
에이로쿠 3년(1560년) 5월, 이이 씨는 주가인 이마가와 씨의 서상군을 따르지만, 이마가와군은 오케하자마 전투에서 오다 노부나가에게 크게 졌고, 이이 나오모리 또한 전사한다. 나오모리는 죽음에 앞서, 오노 씨가 다시 전횡하는 것을 괘념하여 이이 씨의 분가에 해당하는 나카노 나오요시에게 나오치카의 후견인이 되어줄 것을 유언으로 남겼으며 나오모리의 조부 이이 나오히라는 이에 따라 나오치카의 후견인이 되었다. 또한 오노 가에서도 미치요시의 남동생 오노 도모나오와 일족으로 보이는 오노 겐고가 전사하였다. 같은 해 12월, 도모나오의 외삼촌인 이이 씨 친류중의 오쿠야마 도모토시를 암살했다.
한편, 주변 국가미카 국에서는 도쿠가와 이에야스가 이마가와 씨를 배신하고 이마가와 씨를 격파한 오다씨와 동맹을 맺었다. 이쯤 되자 나오치카도 도쿠가와씨로 마음을 움직여, 몰래 내통하고 있었다고 한다. 미치요시와 나오치카는 아버지끼리의 연도 있어 관계가 좋지 않았다. 미치요시는 이이노야를 횡령하려는 계책을 세우고 있었다고 하지만 나오요시가 후견인을 하고있어 이루지 못하고 있었다. 이 때 나오치카의 내통을 안 미치요시는, 에이로쿠 5년(1562년)에 슨푸의 이마가와 우지자네에게 나오치카가 오다, 도쿠가와와 내통하여 이마가와에 모반을 일으키려 한다고 일렀다.